# Madelein Meppelink
Madelein Meppelink (* 29. November 1989 in Rhenen) ist eine ehemalige niederländische Beachvolleyballspielerin. Sie wurde 2014 und 2018 Europameisterin und nahm 2012, 2016 und 2021 an den Olympischen Spielen teil.

## Karriere
Meppelink belegte bei der U19-Weltmeisterschaft 2007 in Mysłowice mit Linda Haandrikman den 17. Platz. Im gleichen Jahr wurde sie mit Margo Wiltens Fünfte bei der U21-WM in Modena. 2008 spielten Meppelink/Wiltens das Satellite-Turnier in Vaduz und wurden Fünfte bei einem Challenger-Turnier in Ägypten. 2009 erreichten sie nach zwei Masters-Turnieren den neunten Rang beim Zagreb Satellite und den fünften Platz beim Challenger-Turnier in Zypern. Danach spielten sie ihre ersten Open-Turniere auf der FIVB World Tour in Stare Jabłonki und Den Haag. Bei der U21-WM in Blackpool wurde Meppelink mit Sophie van Gestel Fünfte. Bei den letzten Open-Turnieren des Jahres in Sanya und Phuket spielte sie erstmals mit Marloes Wesselink.
Auf der World Tour 2010 kamen Meppelink/Wesselink als Fünfte des Grand Slam in Stavanger erstmals in die Top Ten. Bei der EM in Berlin gelangten sie als Gruppenzweite ins Achtelfinale, das sie gegen das Schweizer Duo Kuhn/Zumkehr gewannen; im Viertelfinale mussten sie sich dann den späteren Turniersiegerinnen Goller/Ludwig geschlagen geben. Beim anschließenden Den Haag Open wurden sie ebenfalls Fünfte und in Montpellier gewannen sie den Continental Cup. In der Vorrunde der WM 2011 in Rom gewannen Meppelink/Wesselink nur zwei Sätze und schieden als Gruppenletzte aus. Auf der World Tour 2011 gelangen ihnen keine vorderen Platzierungen; ihr einziges Top-Ten-Ergebnis schafften sie als Dritte beim CEV Masters in Niechorze.

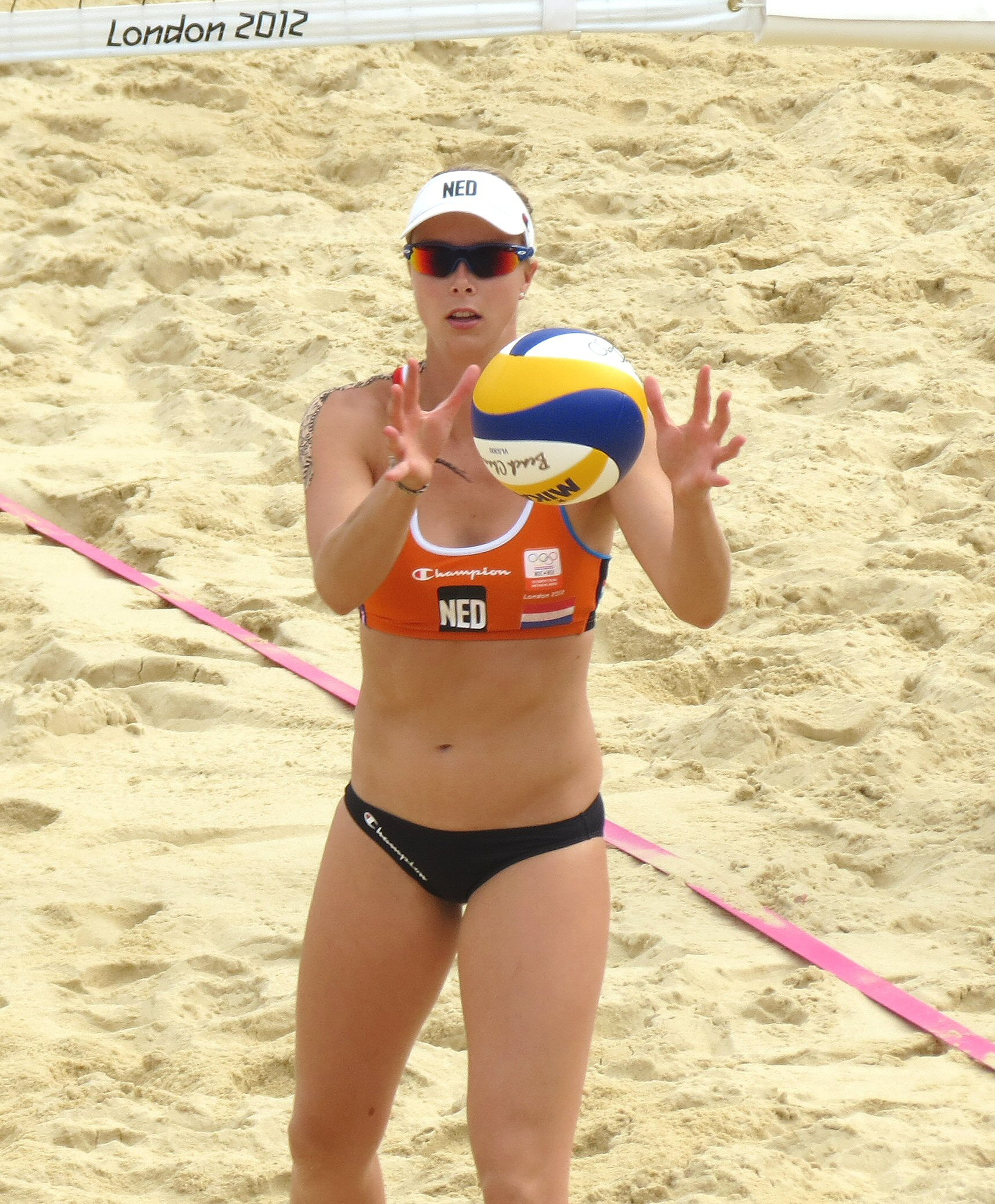
Meppelink bei den Olympischen Spielen 2012

Beim folgenden Grand Slam in Klagenfurt bildete Meppelink ein neues Duo mit Sophie van Gestel. Mit einem siebten Platz in Brasília starteten Meppelink/van Gestel in die Saison 2012 und beim Grand Slam in Peking wurden sie Neunte. Als Gruppenzweite erreichten sie die K.-o.-Runde der EM in Scheveningen und gewannen dort das niederländische Duell gegen Sinnema/Wesselink sowie das Achtelfinale gegen die Deutschen Holtwick/Semmler; im Viertelfinale kam es zur Neuauflage des Vorrundenspiels gegen die Tschechinnen Háječková/Klapalová und Meppelink/van Gestel verloren erneut nach drei Sätzen. Die nächsten Grand Slams in Moskau und Gstaad beendeten sie auf den Plätzen fünf und neun; in Klagenfurt unterlagen sie erst im Finale den Russinnen Ukolowa/Birlowa. Über den World Cup qualifizierten sie für die Olympischen Spiele in London. Dort kamen sie durch die Playoff-Runde der Gruppendritten ins Achtelfinale, das sie gegen die Brasilianerinnen Larissa/Juliana verloren; damit beendeten sie das olympische Turnier auf dem neunten Rang. Meppelink wurde 2012 außerdem niederländische Meisterin.
Anfang 2013 gewannen Meppelink/van Gestel das Finale des Satellite-Turniers in Antalya gegen die Deutschen Ludwig/Walkenhorst. Auf der World Tour 2013 folgten zwei vierte Plätze bei den Fuzhou Open und dem Grand Slam in Shanghai. Dann gewannen sie den Grand Slam in Corrientes im Finale gegen Maria Antonelli und Ágatha Bednarczuk, womit ihnen der erste Turniersieg auf der World Tour gelang. In Den Haag wurden sie Neunte und in Rom Fünfte. Bei der WM in Stare Jabłonki gewannen sie ihre Vorrundengruppe, verloren dann aber das erste K.-o.-Spiel gegen Ukolowa/Birlowa im Tiebreak. Bei der EM in Klagenfurt kamen sie als Gruppenzweite ins Achtelfinale und unterlagen dort den Griechinnen Arvaniti/Karagkouni. Einen weiteren neunten Platz gab es zum Saisonabschluss in São Paulo. Seit Anfang 2014 spielte Meppelink mit Marleen van Iersel. Zu Beginn der World Tour 2014 wurden Meppelink/van Iersel Neunte in Fuzhou und Fünfte in Shanghai, außerdem belegten sie den vierten Platz beim CEV-Masters in Baden. Bei der EM in Quartu Sant’Elena gewannen sie ihre Vorrundengruppe ebenso wie das Achtelfinale gegen Holtwick/Semmler und das Viertelfinale gegen Menegatti/Orsi Toth, bevor sie sich im Halbfinale nach drei Sätzen gegen Bieneck/Großner durchsetzten. Mit einem Finalsieg gegen die Schweizerinnen Goricanec/Hüberli wurden sie schließlich Europameisterinnen. Auch auf der World Tour blieben sie als Dritte in Moskau, Neunte in Berlin und Vierte in Stavanger erfolgreich. Nach zwei schwächeren Ergebnissen folgten zwei fünfte und ein neunter Platz und am Ende ein dritter Rang in São Paulo.
Bei den ersten Turnieren der World Tour 2015 standen Meppelink/van Iersel gleich zweimal im Endspiel; in Luzern unterlagen sie dem deutschen Duo Borger/Büthe und in Moskau den Brasilianerinnen Larissa/Talita. Beim Major-Turnier in Stavanger wurden sie Dritte. Bei der WM in den Niederlanden blieben sie in der Vorrunde und dem ersten K.-o.-Spiel ungeschlagen, bevor sie das Achtelfinale gegen die Australierinnen Bawden/Clancy verloren. Den Grand Slam in Yokohama beendeten sie auf dem fünften Platz. Bei der EM in Klagenfurt mussten sich die Titelverteidigerinnen als Gruppensieger im Achtelfinale dem slowakischen Duo Dubovcová/Nestarcová geschlagen geben. Ihr nächstes Endspiel erreichten sie beim Grand Slam in Olsztyn, wo erneut Larissa/Talita zu stark waren. Anschließend wurden Meppelink/van Iersel Dritte in Rio de Janeiro und Fünfte beim World Tour Final in Fort Lauderdale. Zum Auftakt des Jahres 2016 verpassten sie in Maceió den Turniersieg durch eine Niederlage gegen die Brasilianerinnen Eduarda Lisboa und Elize Maia. Anschließend wurden sie Fünfte in Fortaleza sowie Neunte in Rio und Moskau. Bei der EM in Biel/Bienne gewannen sie ihre Vorrundenspiele sowie das niederländische Achtelfinale gegen van Gestel/van der Vlist und schieden Viertelfinale gegen die Tschechinnen Sluková/Hermannová aus. Beim Hamburg Major und dem Grand Slam in Olsztyn kamen sie ebenso auf den fünften Platz und in Gstaad wurden sie Vierte. Als viertbestes Team der Olympiarangliste qualifizierten sich Meppelink/van Iersel für die Olympischen Spiele in Rio. Dort erreichten sie als Gruppenzweite das Achtelfinale, das sie im Tiebreak gegen die Schweizerinnen Heidrich/Zumkehr verloren. Somit belegten sie den neunten Platz.
2017 spielte Meppelink erneut an der Seite von Sophie van Gestel. Von 2018 bis 2021 war Sanne Keizer ihre Partnerin, mit der sie 2018 in ihrer Heimat Europameisterin wurde. Keizer/Meppelink hatten auf der World Tour 2018, 2019 und 2021 zahlreiche Top-Ten-Ergebnisse und nahmen auch an den Olympischen Spielen 2021 in Tokio teil.
Im Februar 2022 verkündeten Keizer und Meppelink das Ende ihrer aktiven Laufbahn.
- Profil beim Weltverband FIVB (englisch)
- Profil in der Beach Volleyball Database (englisch)
- Madelein Meppelink  in der Datenbank von Olympedia.org (englisch)